# Juan Antonio Vera Calvo

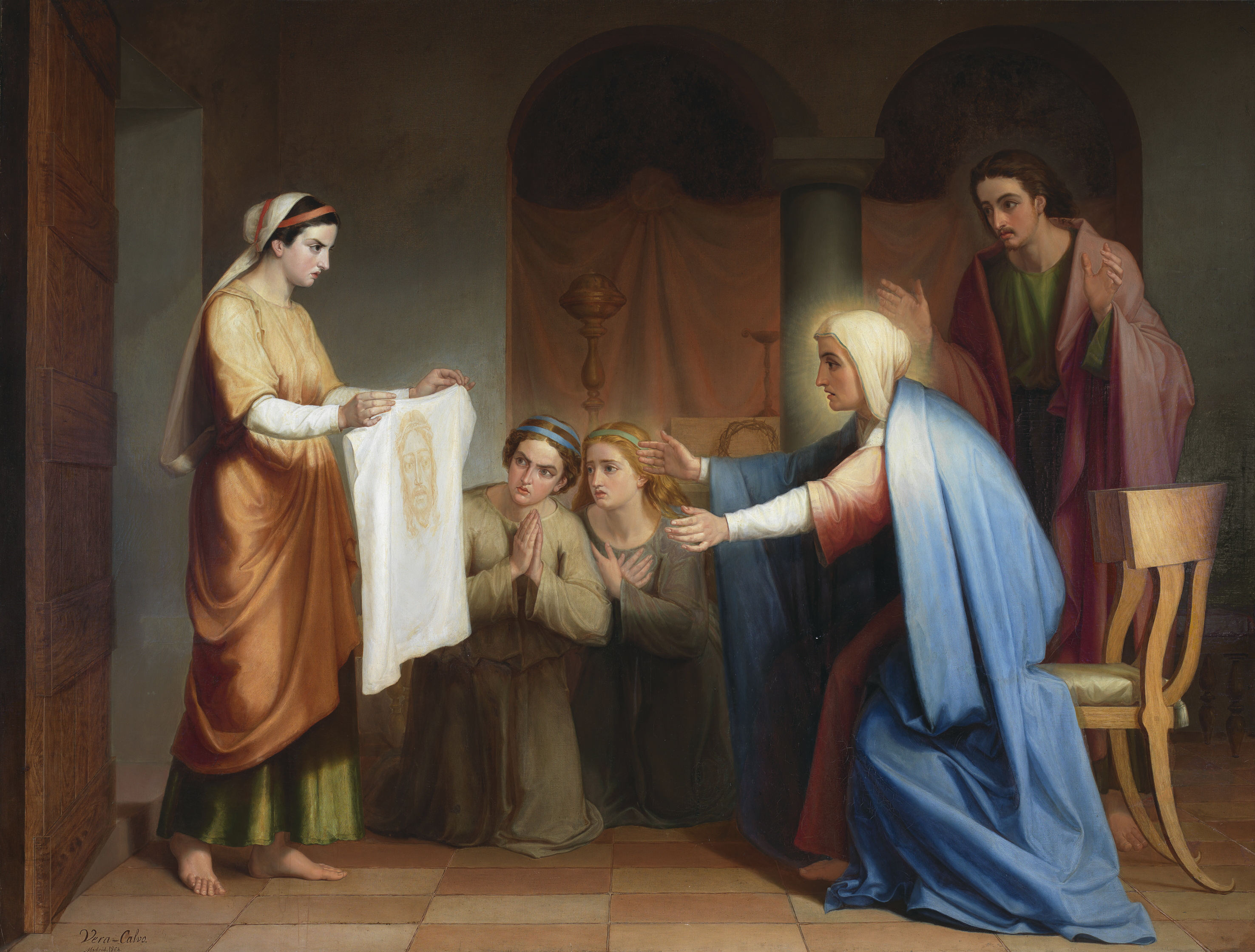
La Veronica, 1864

Juan Antonio Vera Calvo (Siviglia, 1825 – Siviglia, 1905) è stato un pittore spagnolo, esponente della scuola di pittura sivigliana.

## Biografia

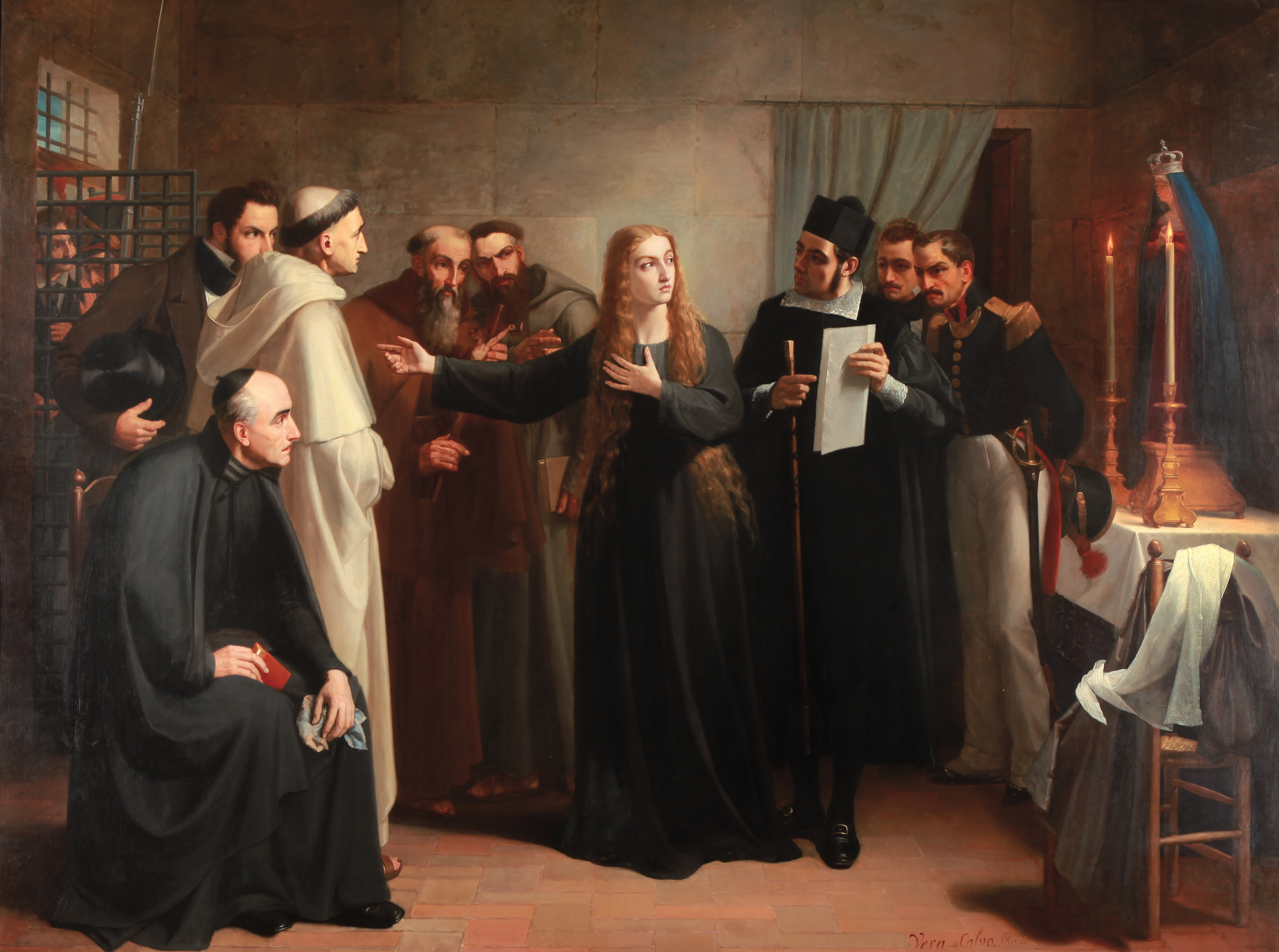
Mariana Pineda nella cappella, 1862

Juan Antonio Vera Calvo nacque a Siviglia nel 1825. Egli fu dapprima un allievo di Joaquín Domínguez Bécquer all'accademia reale di belle arti di Santa Elisabetta d'Ungheria, a Siviglia, dopodiché passò all'accademia di San Ferdinando a Madrid. In seguito viaggiò a Parigi, dove seguì le lezioni di Léon Cogniet, e a Roma per ampliare le sue conoscenze artistiche. Varie sue opere vennero esposte alle esposizioni nazionali di belle arti: ottenne delle menzioni nelle edizioni del 1858, del 1862 e del 1864 e ottenne la medaglia di terza classe nell'edizione del 1871. Del resto della sua vita non si sa molto, ma è certo che morì nel 1905.
Attualmente cinque sue opere sono conservate al museo del Prado, mentre il celebre quadro Mariana Pineda nella cappella si trova nella sede del Congresso dei Deputati. Quest'ultima opera è a soggetto storico e ritrae Mariana de Pineda Muñoz, un'eroina spagnola, prima di venire giustiziata sulla garrota a causa delle sue idee liberali.

## Opere
Madrid, Museo del Prado:

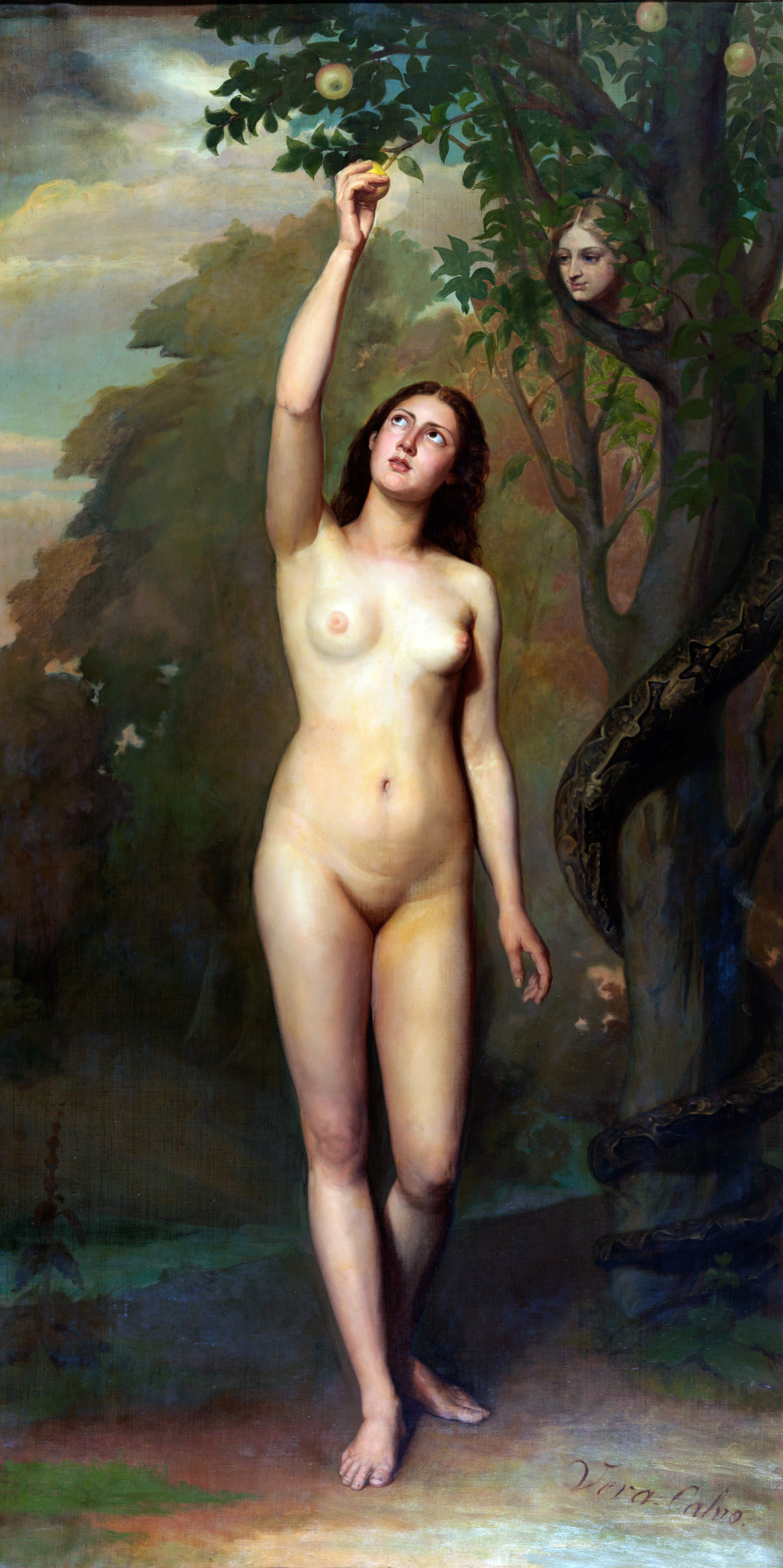
Eva che coglie la mela, 1871

- Gesù nella casa di Marta e di Maria (1858 circa);
- La Veronica (1864);
- Eva che coglie la mela (1871);
- Il tempo scopre la verità (1871);
- Adamo prima di mangiare il frutto (1871)

Madrid, Congresso dei Deputati:
- Mariana Pineda nella cappella (1862)

Ubicazione sconosciuta
- Giovane donna italiana (1870 circa)[6]